# 장성화물선
장성화물선(長城貨物線)은 전라남도 장성군의 안평역에서 장성화물역까지를 잇는 총연장 3.6km인 한국철도공사의 철도 노선(화물선)이다.

## 노선 정보
- 노선 거리 : 3.6km
- 운영 기관 : 한국철도공사(전 구간)
- 궤간 : 1435mm(표준궤)
- 통행 방식 : -
- 역 수 : 2
- 복선 구간 : 없음
- 전철화 구간 : 없음
- 보안 장치 : ATS

## 연혁
- 2005년 6월 22일 : 장성화물선 안평~장성화물 간 3.6km 개통
- 2019년 4월 17일 : 철도 노선번호 변경에 따라 30404로 변경[1]

## 역 목록
| 역명     | 로마자 역명     | 한자 역명 | 역간 거리 (km) | 영업 거리 (km) | 접속 노선 | 소재지   | 소재지 | 비고   |
| -------- | --------------- | --------- | -------------- | -------------- | --------- | -------- | ------ | ------ |
| 안평     | Anpyeong        | 安平      | 0.0            | 0.0            | 호남선    | 전라남도 | 장성군 |        |
| 장성화물 | Jangseonghwamul | 長城貨物  | 3.6            | 3.6            |           | 전라남도 | 장성군 | 화물역 |

## 노선 특성
이 노선은 화물 전용 노선이다. 또, 장성화물, 안평 두 역이 모두 무인역인 관계로 장성화물역의 입환은 장성역의 직원들이 출장입환을 하고 있다.